# Michu Meszaros
Mihály "Michu" Meszaros (Budapeste, Hungria, 1 de outubro de 1939 — Los Angeles, Estados Unidos, 13 de junho de 2016) foi um ator húngaro, conhecido como o intérprete de corpo do alienígena Alf, da série "Alf, o Eteimoso"/"Alf, Uma coisa do outro mundo".
Alf era um boneco manipulado por trás de partes do cenário de maneira que somente a parte de cima aparecesse, para assim ocultar seus manipuladores. Porém, nas cenas em que era necessário vê-lo de corpo inteiro, Michu Meszaros era quem vestia a fantasia para tais cenas.
Meszaros era extremamente baixo (tinha apenas 84 cm de altura), e pode-se notar que ele era menor inclusive do que as crianças que aparecem na série Alf. A sua última aparição foi em Warlock: The Armageddon, de 1993.

## Morte
Michu Meszaros morreu em 13 de junho de 2016, aos 76 anos.